# Davy Crockett - In Hearts United
Davy Crockett - In Hearts United  è un cortometraggio muto del 1909 diretto da Fred J. Balshofer che ha come interprete principale Charles K. French nel ruolo di Davy Crockett.

## Produzione
Il film fu prodotto dalla Bison Motion Pictures per la New York Motion Picture. Venne girato nel New Jersey a Fort Lee e a Palisades.

## Distribuzione
Distribuito dalla New York Motion Picture, il film - un cortometraggio in una bobina - uscì nelle sale cinematografiche statunitensi il 4 giugno 1909.